# Galionsfigur

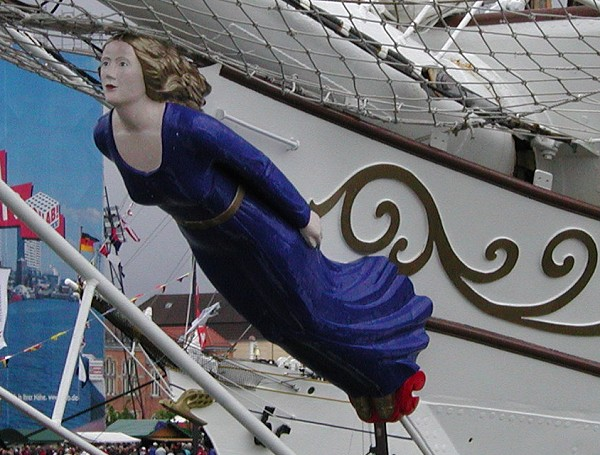
Frauendarstellung auf der Christian Radich

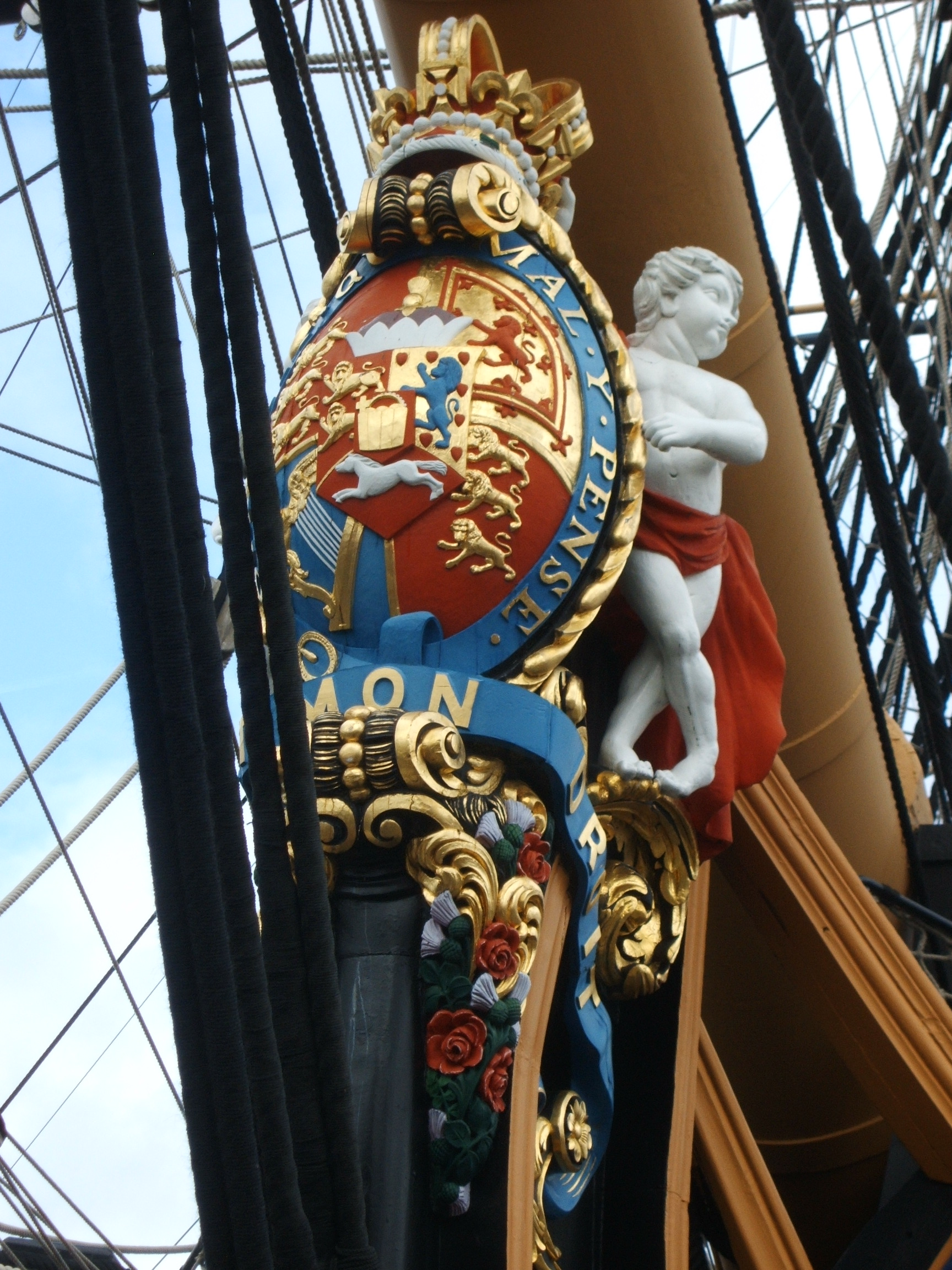
Galion der Victory

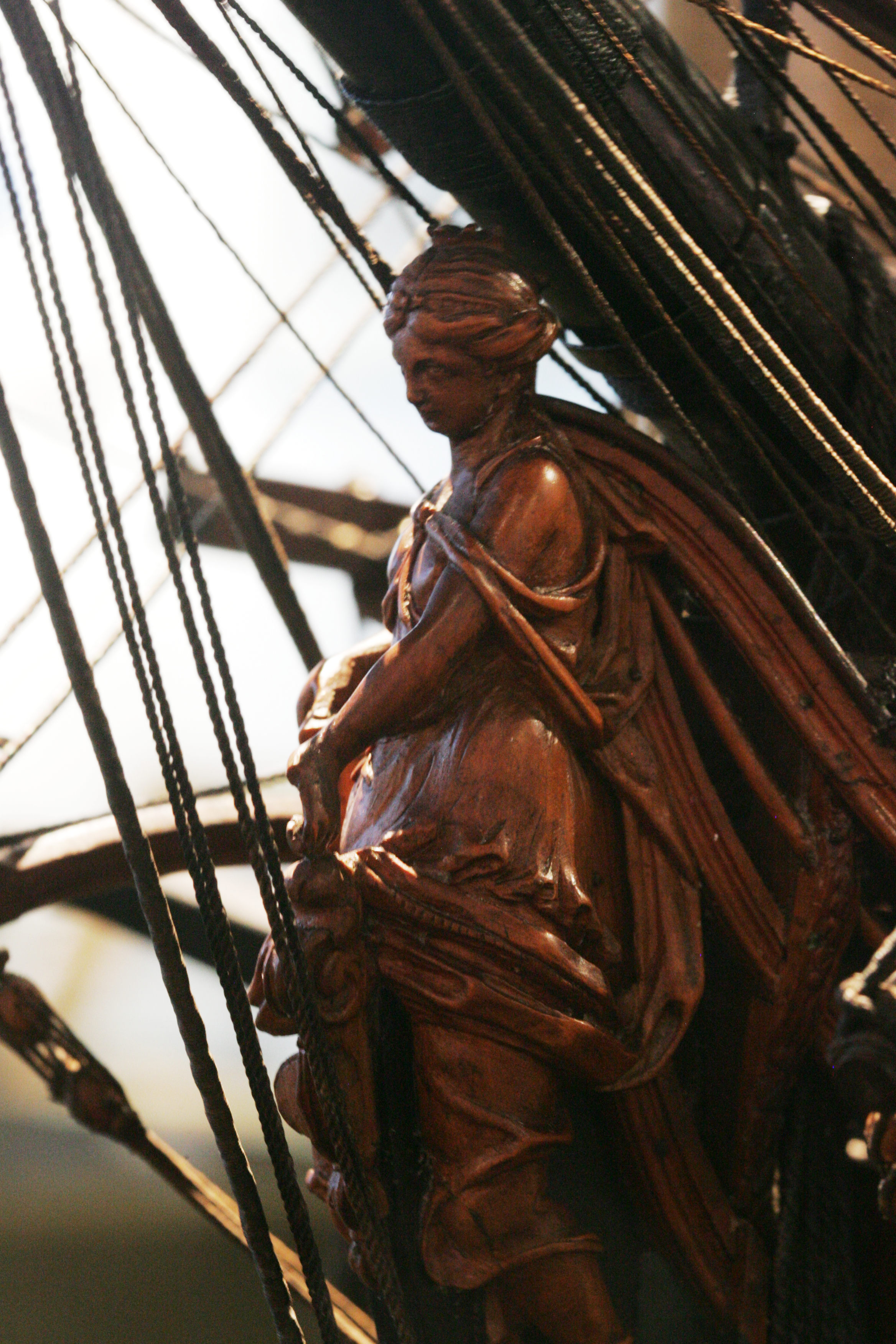
Galionsfigur am Schiffsmodell (18. Jhd.) der Artésien (frz. Marinemuseum)

Eine Galionsfigur ist eine meist aus Holz geschnitzte Figur, die auf Schiffen, vornehmlich Segelschiffen, unter dem Bugspriet angebracht wird. Der Begriff leitet sich vom Galion (spanisch für „Balkon“) ab; dies war ein Vorbau vor dem Vordersteven einer Galeone, der den Bugspriet stützte. Zunächst wurden Figuren auf dem Galion von Spaniern und Portugiesen aufgestellt, später wurden sie an dessen Außenseite befestigt. Obwohl spätere Schiffstypen kein echtes Galion mehr besaßen, blieb der Name Galionsfigur erhalten. Im Aberglauben von Seeleuten soll die Figur den Kurs des Schiffes beobachten und es vor Unglück bewahren.
Eine Alternative zu Galionsfiguren war und ist die Krull – auch Krullgalion oder Bugkopf –, eine spiralförmige Verzierung ähnlich einer Geigenschnecke.

## Geschichte
Die Felsritzungen von Leirfall in Stjørdal im Trøndelag bestehen aus etwa 1200 Zeichen, die aus der norwegischen Bronzezeit stammen (etwa 500 v. Chr.). Bemerkenswert ist die Form der Schiffe, die über originell gestaltete Steven verfügen. Die Steventradition der Wikinger und der Galionsfigur hat hier ihre Wurzeln.

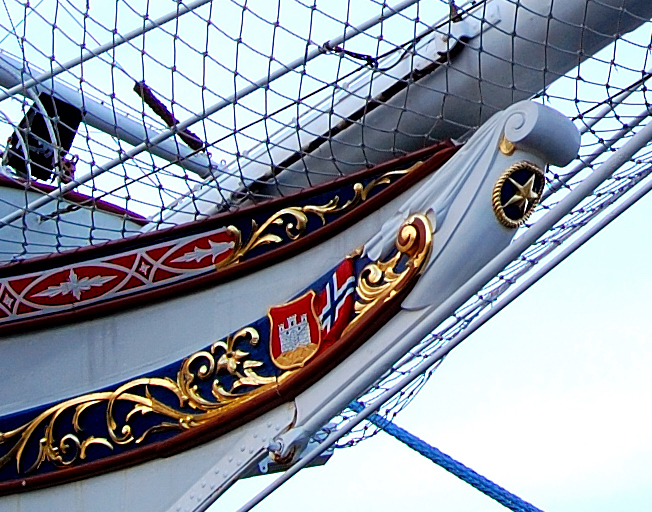
Krullgalion der Statsraad Lehmkuhl

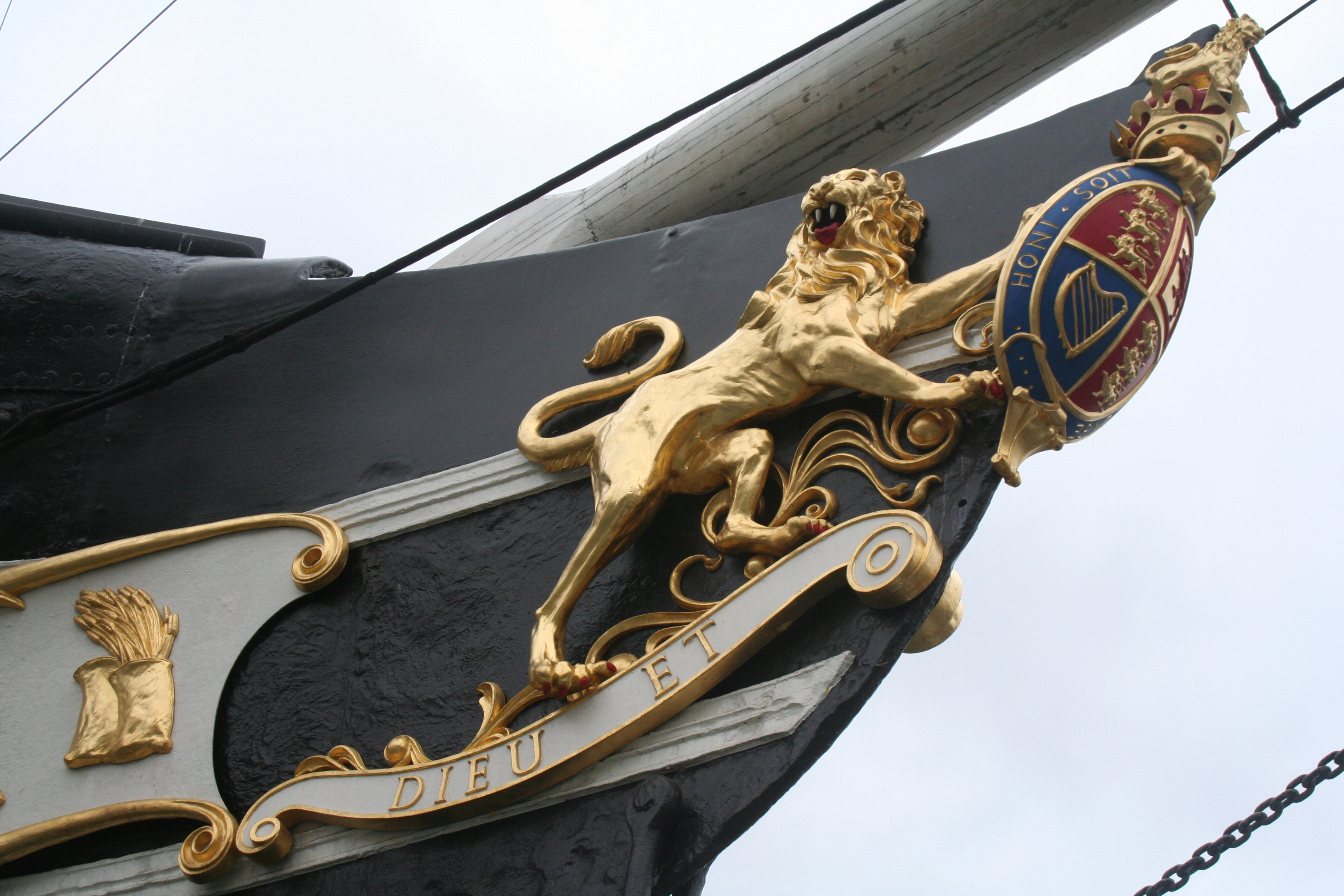
Seitlich angebrachte Tierfiguren auf der Great Britain

Die große Zeit der Galionsfiguren begann im 17. Jahrhundert und dauerte bis zum Anfang des 20. Jahrhunderts. Im 18. Jahrhundert nannte man die Galionsfigur Bild des Schiffes. Zu dieser Zeit waren die Schiffe häufig mit aufwendigen Figurengruppen versehen. Waren es zunächst nur große Schiffe, so wurden im 19. Jahrhundert auch kleinere Schiffe mit einer Figur ausgestattet.
Die Galionsfigur wird oft so gestaltet, dass sie einen Bezug zum Schiffsnamen hat. Zum Teil diente sie auch als Schutzpatron, der Einfluss auf das Gelingen einer Reise hatte; ihre Beschädigung oder gar Zerstörung war ein schlechtes Omen.
Die Formen der Galionsfiguren wandelten sich im Laufe der Zeit. Außer dem Löwen (auf holländischen Schiffen finden sich immer Löwen, als Wappen des Landes) wurden Meerfrauen und Nixen bevorzugt, aber auch Krieger, Ritter, Fürsten, Reeder, Kaufleute mit Zylinder und zarte und kraftvolle Frauengestalten. In Italien besitzen viele Schiffe der italienischen Marine die Stella d’Italia, den italienischen Stern, als Galionsfigur.
Personendarstellungen können von Kopf bis Fuß reichen oder bilden vor allem auf einigen jüngeren Schiffen – sofern sie überhaupt noch Galionsfiguren erhalten – nur den Kopf oder ein Porträt von der Hüfte aufwärts ab. Der Formenreichtum wurde auch bei Tierdarstellungen dezenter. Mit dem Verschwinden der großen Handelssegler zu Gunsten aus Stahl gebauter Handelsschiffe verschwand die Galionsfigur zunehmend.
Die Krullgalion oder der Bugkopf – eine spiralförmige Verzierung ähnlich einer Geigenschnecke – hatte auf US-amerikanischen Schiffen (engl. billethead oder billet head) seine Hochzeit von ca. 1830 bis 1880. Erhaltene Beispiele einer Krullgalion finden sich auf der 1887 in England gebauten, nun unter deutscher Flagge fahrenden Amphitrite und der 1914 in Deutschland gebauten und unter norwegischer Flagge fahrenden Statsraad Lehmkuhl.

## Legenden
Galionsfiguren wird häufig eine mystische Bedeutung zugeschrieben: Der Galionsfigur der britischen Fregatte Brunswick, die den Herzog von Braunschweig in schottischer Nationaltracht darstellte, sei am 1. Juni 1794 der Hut vom Kopf geschossen worden. „Es schickt sich nicht“, so meinten einige Seeleute, „dass der edle Lord seinen Feinden barhäuptig entgegentritt“. Der Kapitän stellte als Ersatz seinen goldbetressten Galahut zur Verfügung, worauf die britische Flotte gegen die Franzosen gewonnen habe.
Das amerikanische Kaperschiff General Armstrong führte eine Galionsfigur von großer Ähnlichkeit mit dessen Porträt. Als das Schiff 1814 bei Faial versenkt werden musste, um nicht in die Hände des Feindes zu fallen, habe die Mannschaft darauf bestanden, die Figur zu retten. Trotz Kanonenfeuers sei die Galionsfigur abgesägt und in einem Boot an Land in Sicherheit gebracht worden.
Als einmal ein Segelschiff nicht nach dem Willen des Kapitäns gelaufen war, habe dieser einem Matrosen befohlen, der Galionsfigur, einer Frauengestalt, mit dem Schwabber sanft das Gesicht zu kitzeln und dabei zu sagen: „Loop, min Deern, loop to!“ Nach wenigen Augenblicken sei ein günstigerer Wind aufgekommen und das Schiff habe gute Fahrt gemacht.
Der Wahrheitsgehalt solcher Geschichten der Romantischen Seefahrt bleibt spekulativ. Für die Seeleute war das Bild der Galionspopp (-puppe) die Verkörperung des Schiffes selbst, die Seele des Schiffes, das sie trug und dem sie sich anvertraut hatten.

## Sonstiges
Umfangreiche Sammlungen von Galionsfiguren sind im Altonaer Museum (Hamburg) und im Deutschen Schifffahrtsmuseum (Bremerhaven) zu besichtigen. Den Brunnen Bugwelle von Bremerhaven ziert eine stilisierte weibliche Galionsfigur.
Es existieren auch die Schreibweisen „Galeonsfigur“ und „Galleonsfigur“, deren Ableitung von dem reich verzierten Segelschiffstyp Galeone herrührt.

## Übertragene Wortbedeutung
Im übertragenen Sinne verwendet man den Begriff „Galionsfigur“, um konkrete Personen zu bezeichnen, die ein „lebendes Aushängeschild“ eines Vereines oder einer Interessengruppe sind oder eine Führungs- oder Vorreiterfunktion innehaben.

## Bildergalerie

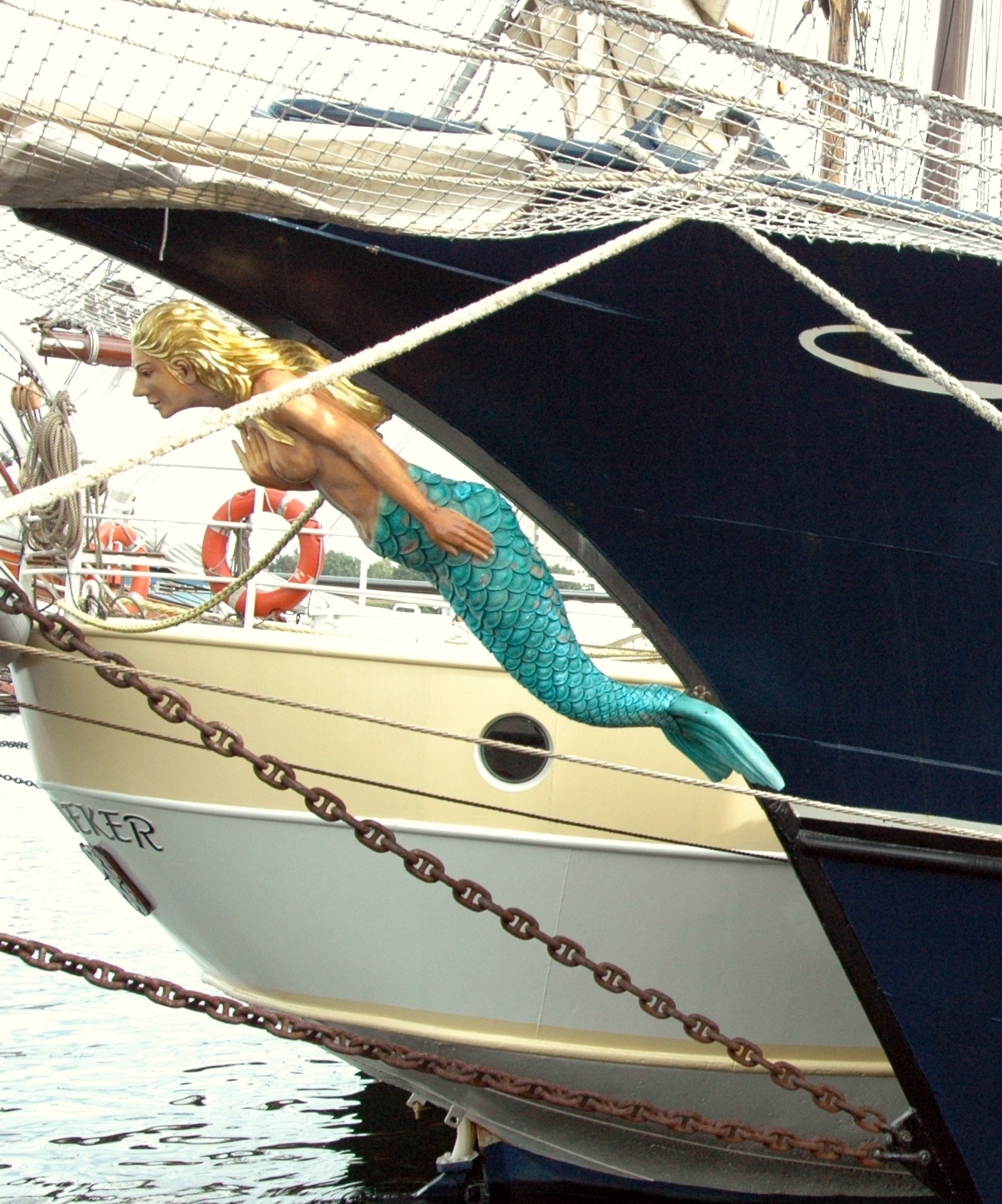
Beliebtes Motiv: Meerfrauen (Thalassa, Niederlande)
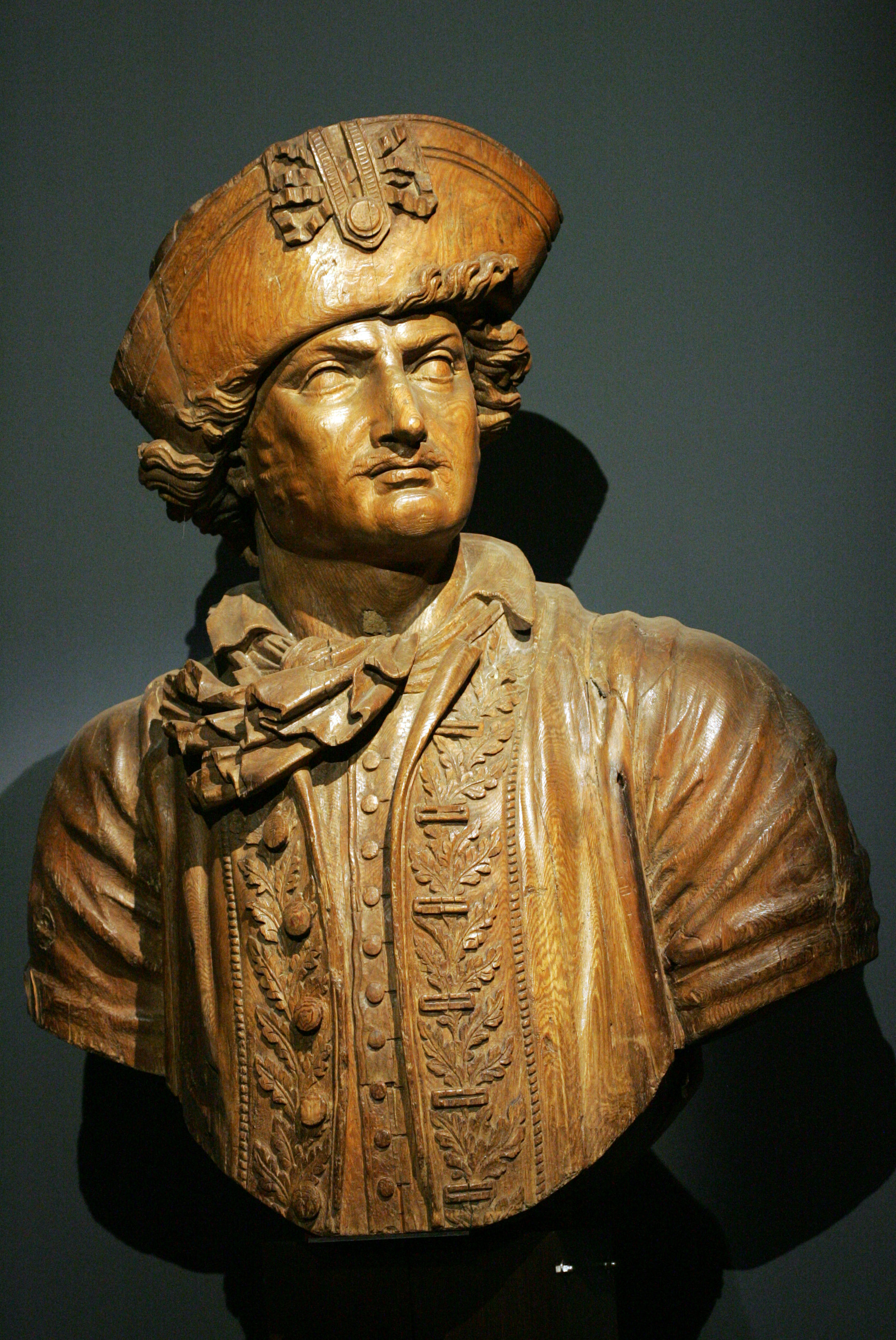
Darstellung von Abraham Duquesne, ca. 1822 (frz. Marinemuseum)
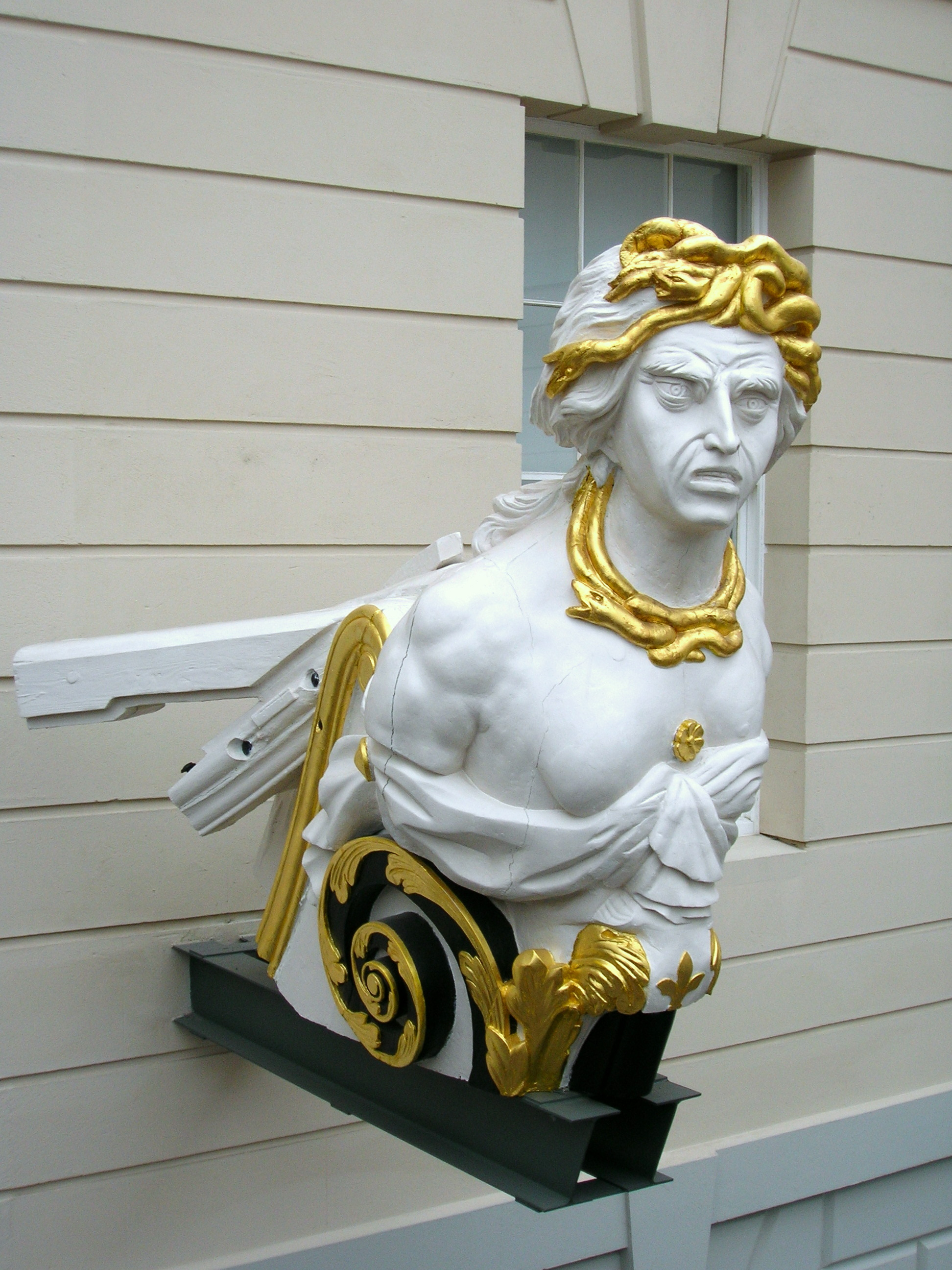
Implacable, ex Duguay-Trouin, wohl 19. Jhd. (National Maritime Museum)
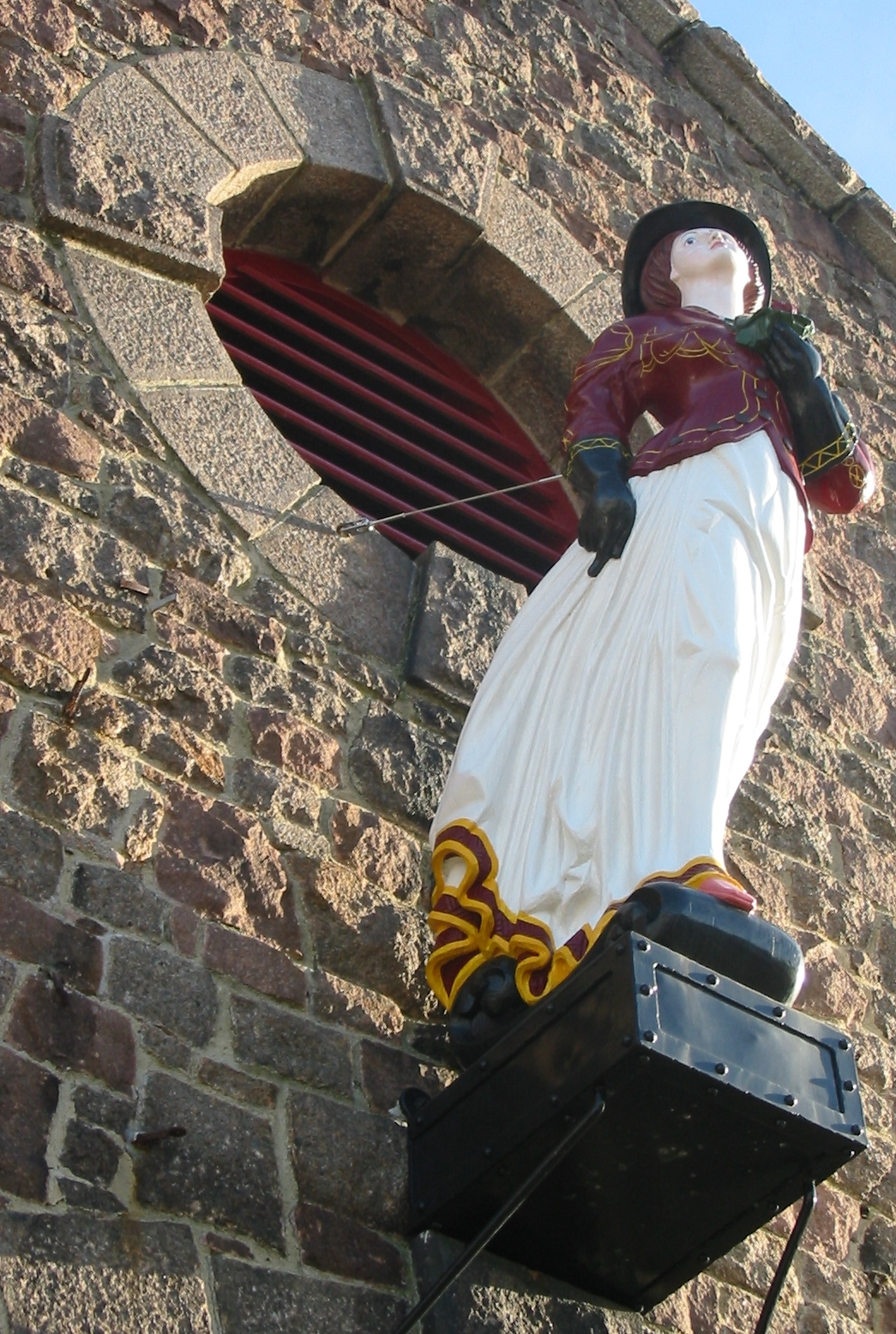
Sammlerstück: Figur auf Jersey
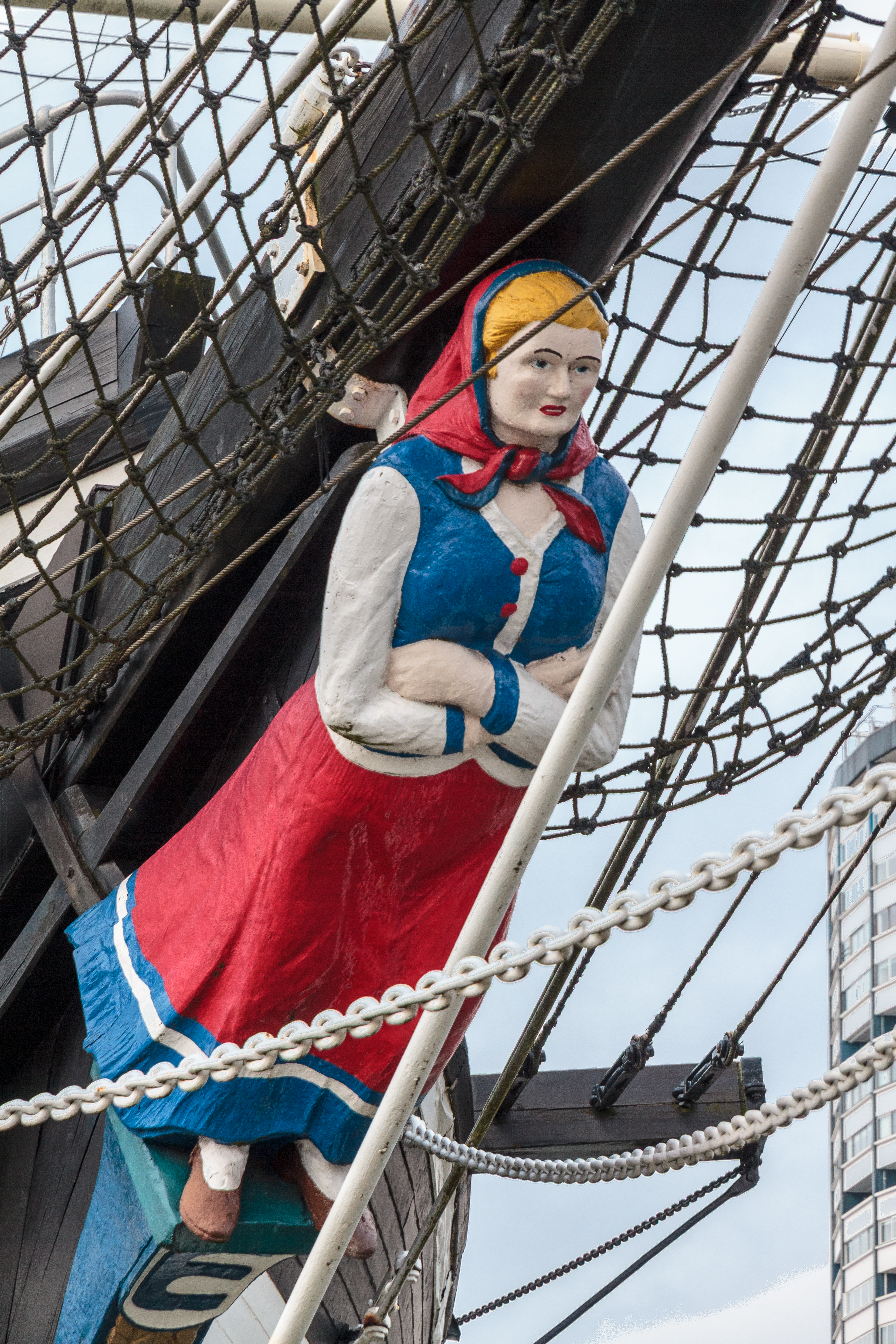
Galionsfigur der Seute Deern, Bremerhaven
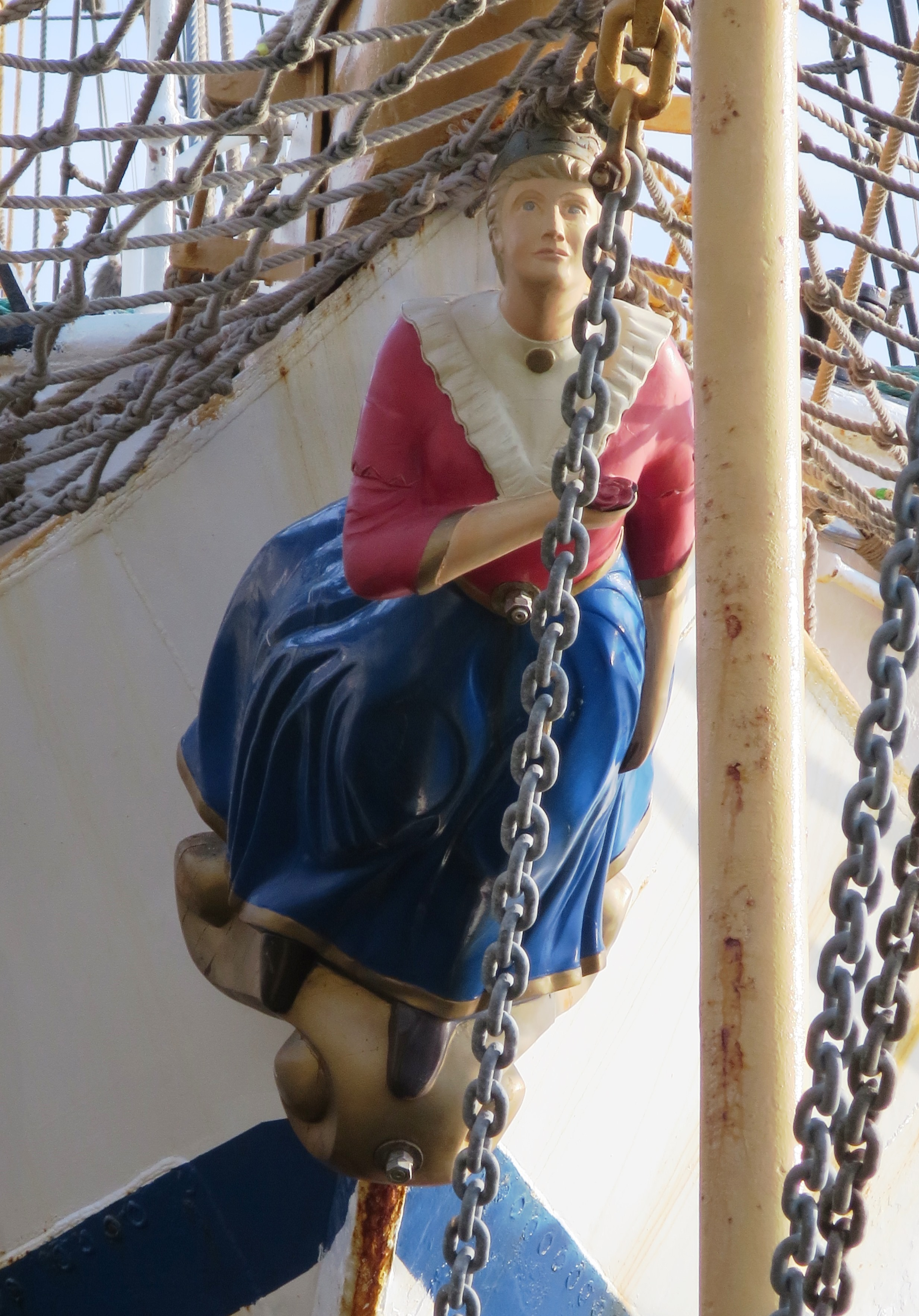
Galionsfigur der Großherzogin Elisabeth
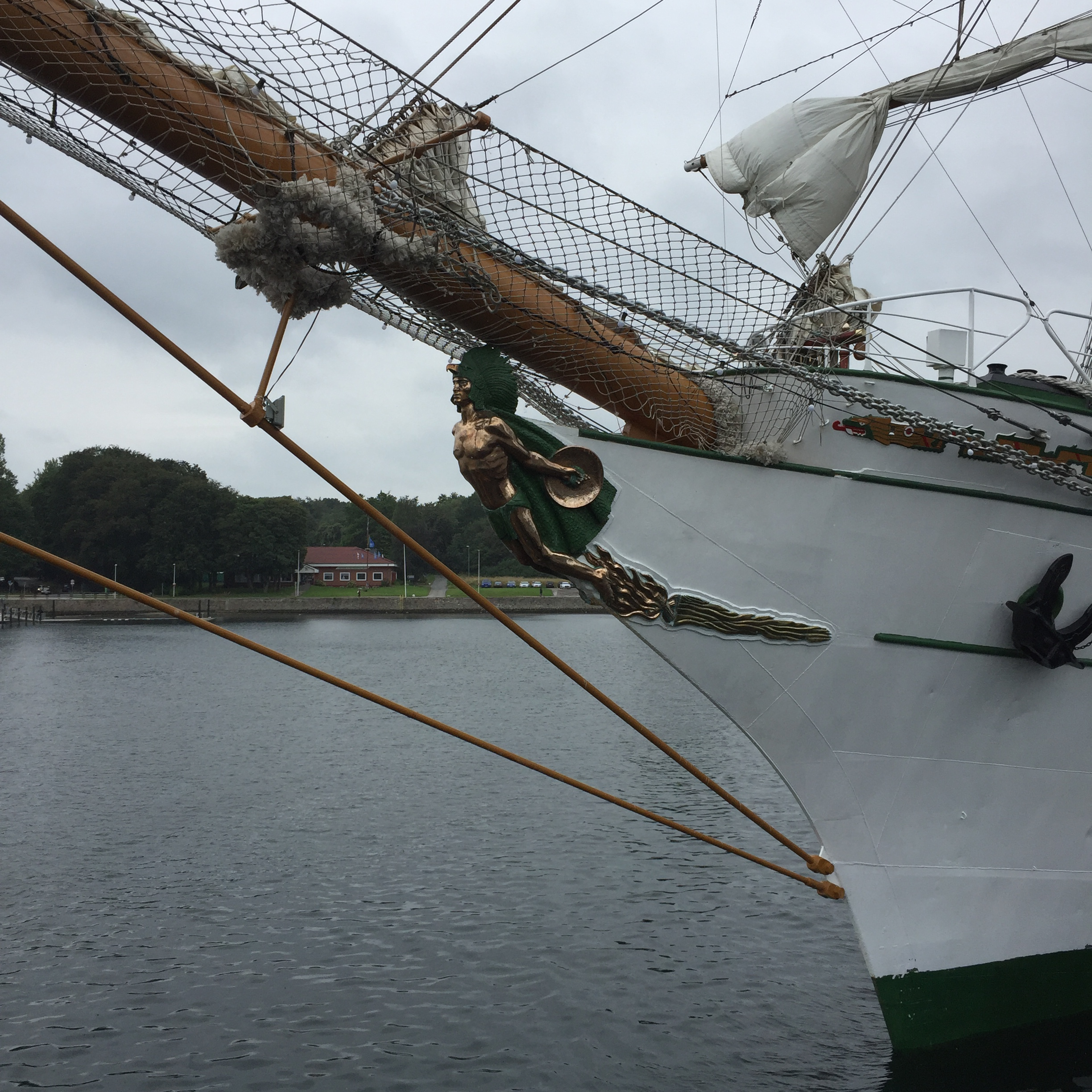
Galionsfigur der Cuauhtémoc